# Kærlighedens Plankeværk
Kærlighedens Plankeværk er en amerikansk stumfilm fra 1920 af Buster Keaton og Edward F. Cline.

## Medvirkende
- Buster Keaton
- Virginia Fox
- Joe Roberts
- Joe Keaton
- Edward F. Cline
- Jack Duffy